# USCGC Mackinaw (WAGB-83)
USCGC Mackinaw (WAGB-83) je ledoborec Pobřežní stráže Spojených států amerických. Ve službě byl v letech 1944–2006. Poté byl zpřístupněn jako muzejní loď v Mackinaw City ve státě Michigan. Získal si přezdívku „Královna Velkých jezer“ („Queen of the Great Lakes“).

## Historie

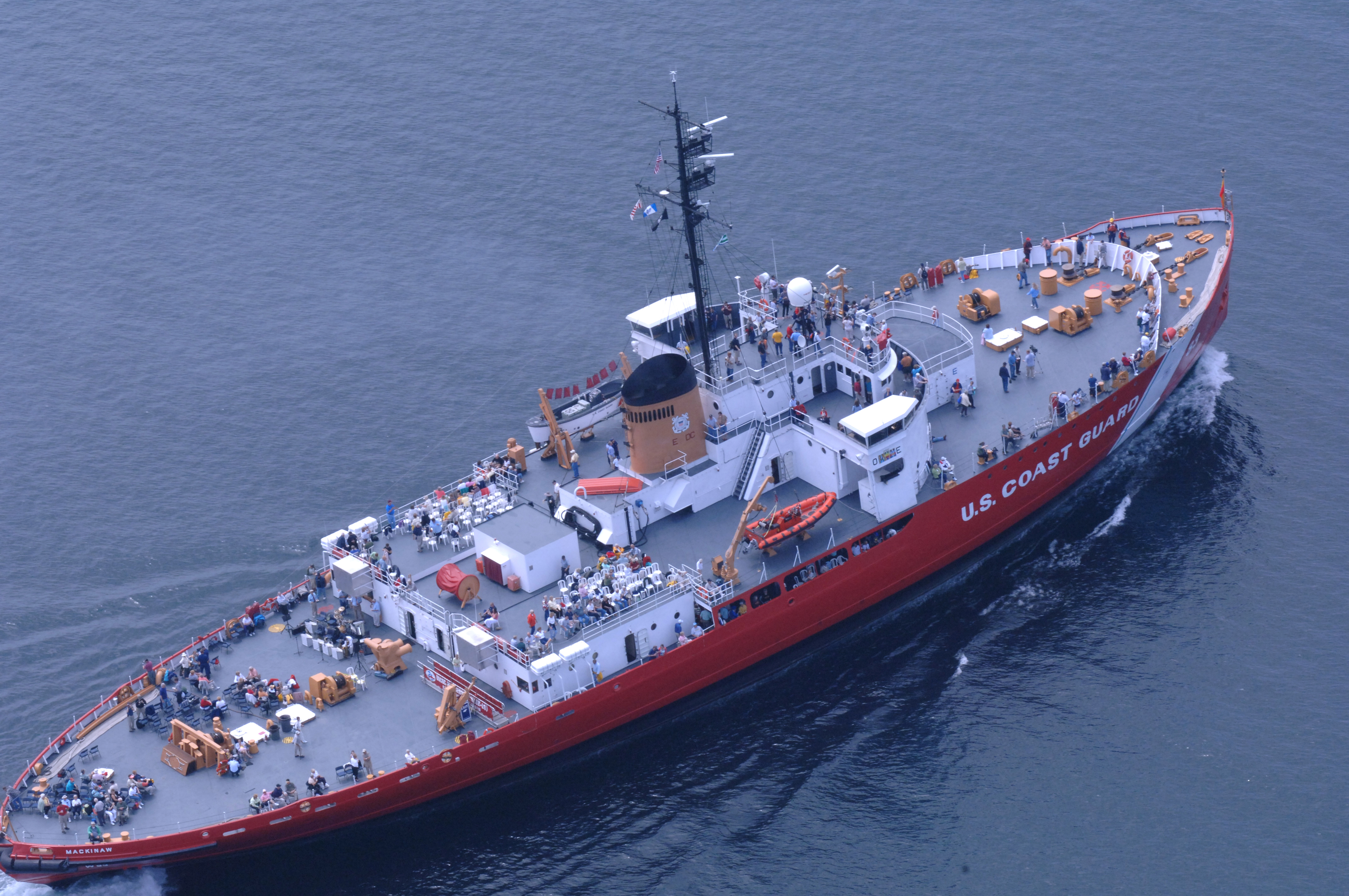
Mackinaw v roce 2006

Ledoborec byl objednán za druhé světové války, aby v zimních měsících podporoval lodní přepravu válečného materiálu v oblasti Velkých jezer. Významná byla například přeprava rudy pro ocelárny v této oblasti. Americký kongres odsouhlasil prostředky na stavbu plavidla dne 17. prosince 1941. Konstrukčně Mackinaw vycházel z ledoborců třída Wind, přičemž byl optimalizován pro službu na Velkých Jezerech. Byl schopen plynulé plavby letem silným 0,75 metru. Najížděním a lámáním dokázal překonat led silný až 3,25 metru.
Kýl byl založen 20. března 1943 v americké loděnici Toledo Shipbuilding Company v Toledu v Ohiu. Na vodu byl sputštěn 4. března 1944. Původně plánované jméno Manitowoc bylo nakonec přiděleno fregatě amerického námořnictva třídy Tacoma. Do služby byl ledoborec Mackinaw přijat 20. prosince 1944.

## Konstrukce

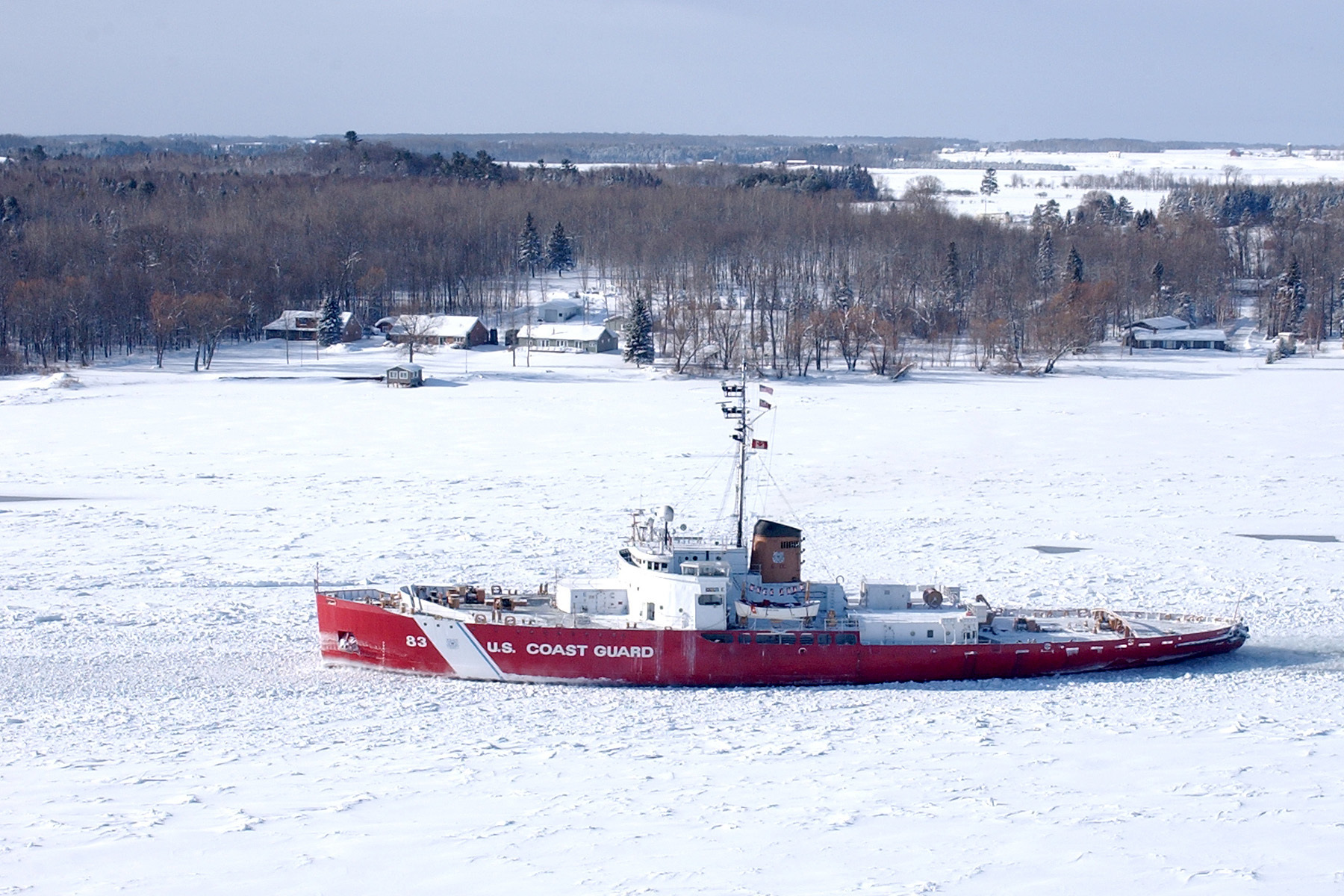
Mackinaw v roce 2004

Posádku plavidla po dokončení tvořilo 144 osob. Ledoborec byl vybaven radarem SL-1. Pohonný systém tvoří tři elektromotory, kterým energii dodává šest dieselgenerátorů s šesti desetiválcovými vznětovými motory Fairbanks Morse o výkonu 12 000 shp. Ledoborec je vybaven jedním lodním šroubem na přídi a dvěma na zádi. Nejvyšší rychlost dosahovala devatenáct uzlů.

### Modifikace
V roce 1975 nejvyšší rychlost dosahovala 18,5 uzlu. Posádku tvořilo 75 osob.

## Služba

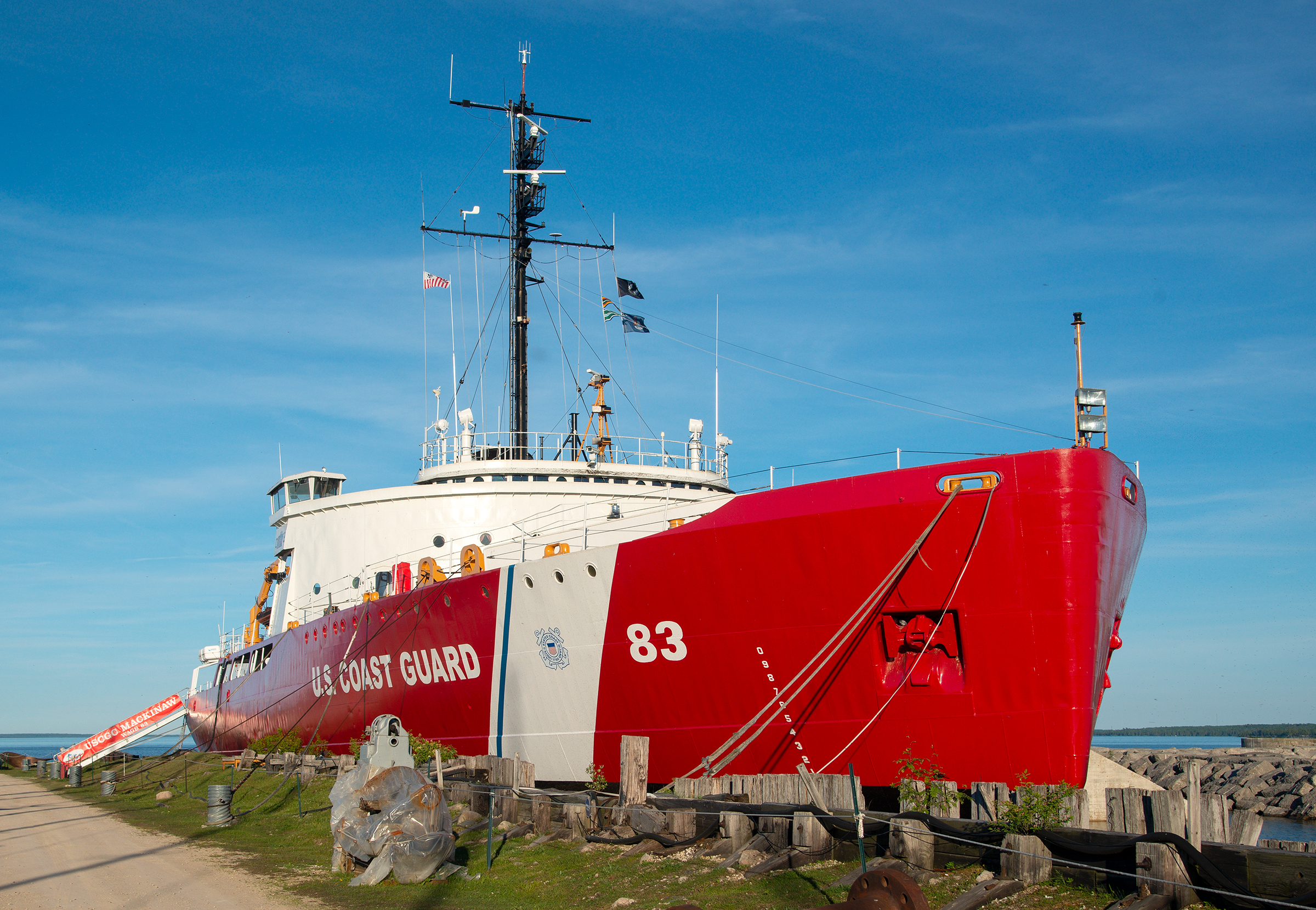
Mackinaw jako muzejní loď v Mackinaw City v Michiganu v roce 2019

Mackinaw měl domovský přístav ve městě Cheboygan v Michiganu. V oblasti působil od 20. ledna 1945. Jeho nasazení zkrátilo průmernou délku zimního uzavření námořních tras ze 4,5 mesíce na tři měsíce. Na ledoborci Mackinaw prošlo výcvikem 25 sovětských námořníků, kteří převzali ledoborec třídy Wind zapůjčený na základě zákona o půjčce a pronájmu.
Po válce Mackinaw plnil úkoly ledoborce i typické úkoly pobřežní stráže v měsících bez ledu. Patřilo mezi ně vymáhání práva, mise SAR, hlídkování na regatách a zásobování stanic pobřežní stráže kolem Velkých jezer.
V březnu 1947 a 1948 Mackinaw pomohl uvolnit desítky plavidel zablokovaných ledem v Buffalu.